# برج (نمایش‌نامه)
برج (به فرانسوی: Tour de chant) نمایش‌نامه کوتاهی است که ژاک پره‌ور نویسنده فرانسوی نوشته‌است.

## درباره نمایش‌نامه برج
در این نمایش نامه فیلسوفی به برج پیزا می‌رود و بعد از دیدن دو نفر که از برج بالا می‌روند و سرشان گیج می‌رود و می‌افتند و می‌میرند او نیز می‌میرد. 
در این نمایش نامه دو زن و چند رهگذر سرودهایی می‌خوانند. عده‌ای از رهگذران حرف‌های فیلسوف را با خواندن این سرودها تایید می‌کنند.

## ویژگی‌های نمایش‌نامه برج
در طنزی که پره‌ور به کار برده، برج پیزا در ابتدای نمایش‌نامه عمودی است و با بالارفتن افراد از آن کج می‌شود و در پایان نمایش‌نامه دوباره به حالت عمودی در می‌آید.
پره‌ور کسانی را که نظر گالیله را مبنی بر چرخیدن زمین به دور خورشید قبول نداشتند مورد انتقاد قرار داده‌است. نمایش نامه برج یک متن فلسفی است که پره‌ور با طنز به دیدگاه‌های فلسفی قبل از خود نگاهی تازه داده‌است.

## منبع
- Spectacle- Jacques Prévert- Editions Gallimard- 1980- Paris